# Адольф Фрідріх VI Мекленбурзький
Адольф Фрідріх VI, повне ім'я Адольф Фрідріх Георг Ернст Альберт Едуард (нім. Adolf Friedrich VI. Von Mecklenburg-Strelitz; 17 червня 1882, Нойштреліц — 24 лютого 1918, Нойштреліц) — великий герцог Мекленбург-Штреліцький (1914—1918).

## Біографія
Адольф Фрідріх — третя дитина і старший син у сім'ї великого герцога Адольфа Фрідріха V і його дружини Єлизавети Ангальт-Дессауської. Він закінчив школу в Дрездені, вивчав юриспруденцію в Мюнхені і служив в прусській армії в Потсдамі в званні генерал-майора. Після смерті діда Фрідріха Вільгельма 30 травня 1904 року отримав титул наслідного великого герцога Мекленбурга. Після смерті батька 11 червня 1914 року напередодні Першої світової війни Адольф Фрідріх став великим герцогом.
Адольф Фрідріх вважався одним з найбагатших женихів свого часу і, ще будучи спадкоємцем престолу, нібито обіцяв одружитися із знаменитою в той час оперною співачкою Мафальдою Сальватіні (1888—1971). Дуже близькі стосунки в останні роки Адольфа Фрідріха приписувалися також Дейзі фон Плессі і берлінській світській левиці на прізвище Гельрігль, яка сподівалася вийти за нього заміж. Нещодавно були опубліковані документи, згідно з якими Адольф Фрідріх, ще будучи наслідним великим герцогом, мав гомосексуальні зв'язки і в зв'язку з цим міг піддаватися шантажу. Залишається здогадуватися, що насправді призвело до ранньої смерті великого герцога.

## Смерть
Востаннє великого герцога бачили живим 23 лютого. Його тіло зі смертельним кульовим пораненням було виявлено в другій половині дня 24 лютого 1918 року в Каммер-каналі поблизу Нойштреліца. У протоколі розтину трупа часом смерті був зазначений вечір 23 лютого 1918 року, а причиною смерті — утоплення. За висновком окружного лікаря доктора Вільде після пострілу великий герцог впав обличчям в воду і захлинувся. Проте, про депресивні настрої великого герцога в його оточенні зустрічаються лише поодинокі згадки. Точні обставини загибелі Адольфа Фрідріха не з'ясовані дотепер і залишаються приводом для умоглядних висновків і теорій змов, зокрема, існує версія про шпигунство великого герцога на користь Англії.
За заповітом великого герцога Адольфа Фрідріха, датованим навесні 1917 року, який зберігається в земельному архіві в Шверіні, його слід було поховати на Палацовому острові в Мирові. У заповіті є ескіз надгробка. При виборі цього місця поховання не грало ролі, (самогубців в той час ховали без почестей), оскільки воно було визначено ще до самогубства. Пасторам було суворо заборонено брати участь в такому похованні.

## Престолонаслідування
Смерть останнього правителя Штреліца повалило дім Мекленбург-Штреліці в екзистенційну кризу успадкування. Молодший брат Адольфа Фрідріха Карл Борвін загинув на дуелі ще в 1908 році. Єдиний можливий спадкоємець за династичними законами Мекленбурзької династії, герцог Карл Міхаель, внук великого герцога Георга, служив в Російській імператорській армії і перебував у вигнанні під час громадянської війни в Росії. Ще в 1914 році з дозволу Адольфа Фрідріха він прийняв російське підданство і оголосив про відмову від претензій на престол Мекленбург-Штреліца. Був ще один родич чоловічої статі, племінник Карла Міхаела — Георг (1899—1963). Його батько, брат Карла Міхаеля Георг Александер (1859—1909), ще під час укладання шлюбу в 1890 році передав великому герцогу Фрідріху Вільгельму відмову від Штреліцького престолу від свого імені і від імені своїх спадкоємців, залишивши за собою лише право агнатичного регентства. Тому великий герцог Мекленбург-Шверінський Фрідріх Франц IV виступав правителем Мекленбург-Штреліцу до ліквідації монархії. Рішення про престолонаслідування в Штреліцу втратило предметність через результати революції 1918 року, яка ліквідувала монархію і в Мекленбурзі. Формальна відмова Карла Міхаеля від претензій на престол в січні 1919 року була лише внутрішньородинною справою і не мала політичного значення. Проте, з урахуванням конституційних та майнових наслідків в 1926 році відбувся судовий розгляд між двома вільними мекленбурзькими державами в Державній судовій палаті Німецької імперії.
Адольф Фрідріх залишив спадок, який оцінювався в 30 млн марок, другому сину Фрідріха Франца IV, своєму хрещенику Крістіану Людвігу, за умови, що буде прийнята династична угода про те, що той стане великим герцогом Мекленбург-Штреліцу і переїде в Нойштреліц. В іншому випадку його спадок зменшувалася до 3 млн марок. Це бажання великого герцога суперечило діючим в той час династичним законам, які на випадок згасання Штреліцької лінії передбачали перехід її володінь в Мекленбурзі Мекленбург-Шверіу і тим самим возз'єднання країни. Прийшла б мекленбурзька сім'я до консенсусу в цій ситуації при інших обставинах і чи були б ці положення ратифіковані Мекленбурзьким парламентом, невідомо. У 1934 році лінія дому Мекленбург-Штреліц, яка мала право на престолонаслідування, згасла зі смертю герцога Карла Міхаеля. Сьогодні нащадки родини носять титул «герцог Мекленбурга».

## Нагороди

### Нагороди німецьких держав
- Орден Святого Губерта (1903)
- Орден дому Саксен-Ернестіне, великий хрест
- Орден дому Ліппе, почесний хрест 1-го класу
- Орден Рутової корони

#### Мекленбург
- Орден Вендської корони
  - великий хрест з короною в руді (30 липня 1898)
  - великий магістр з ланцюгом (11 червня 1914)
- Орден Грифа
  - лицарський хрест (14 березня 1905)
  - великий хрест і великий магістр (11 червня 1914)
- Хрест «За заслуги у війні» (Мекленбург-Штреліц) 2-го і 1-го класу
- Хрест «За військові заслуги» (Мекленбург-Шверін) 2-го класу
- Пам'ятна медаль великого герцога Адольфа Фрідріха V

#### Ангальтське герцогство
- Орден Альберта Ведмедя, великий хрест (1899)
- Орден Заслуг за науку і мистецтво 1-го класу

#### Прусське королівство
- Орден Чорного орла з ланцюгом
- Орден Червоного орла, великого хреста
- Князівський орден дому Гогенцоллернів, почесний хрест 1-го класу з мечами
- Залізний хрест 2-го і 1-го класу

### Іноземні нагороди

#### Князівство Чорногорія
- Орден князя Данила I, великий хрест (28 липня 1899)
- Орден Святого Петра Цетинського

#### Британська імперія
- Коронаційна медаль короля Едуарда VII (1902)
- Коронаційна медаль короля Георга V (1911)
- Королівський Вікторіанський орден, почесний великий хрест (22 червня 1911)